# 大佐町

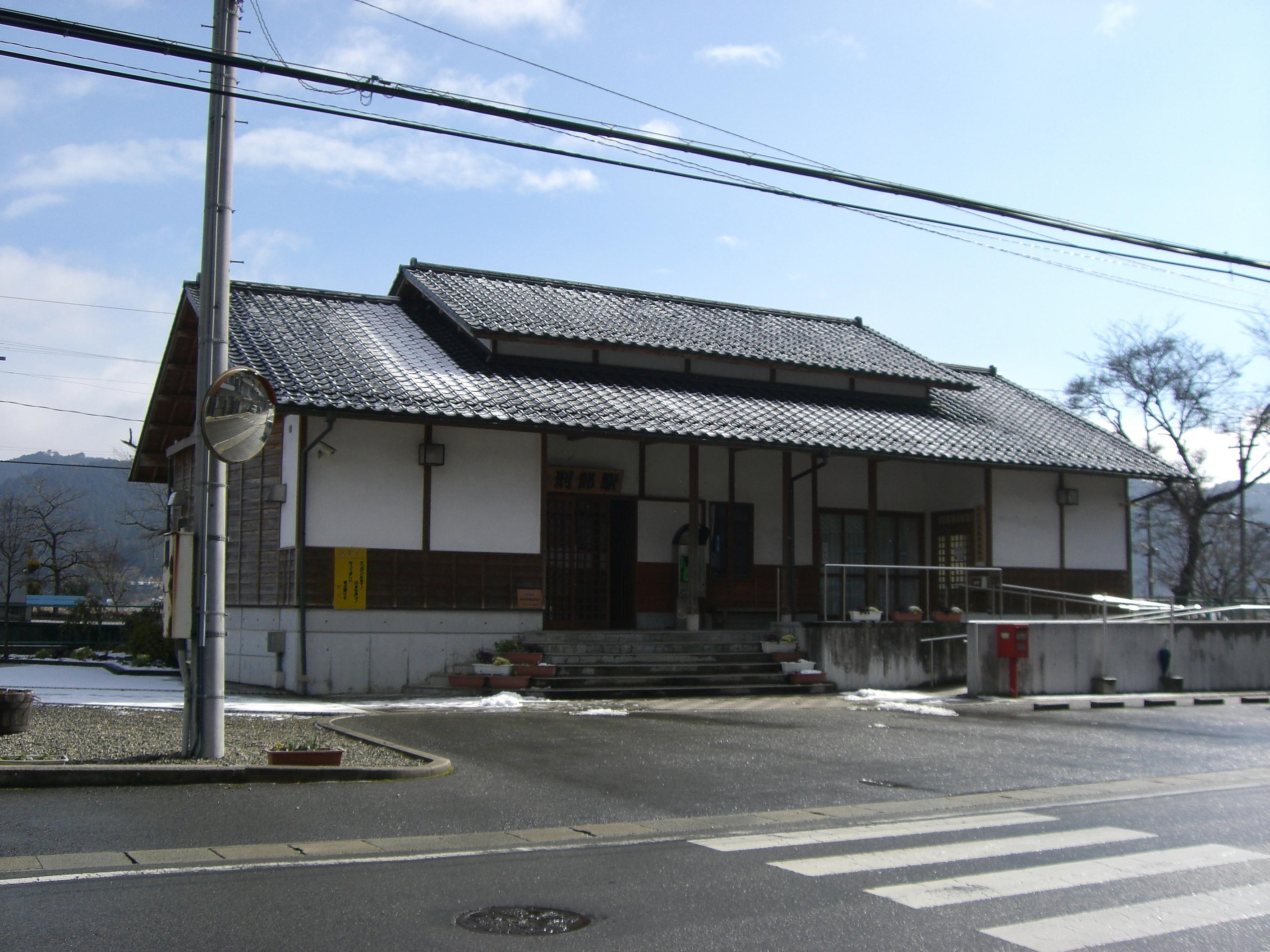
刑部駅

大佐町（おおさちょう）は、かつて岡山県の北西部（阿哲郡）にあった町である。鳥取県と境を接していた。現在は合併により新見市となり、町役場は2014年3月まで新見市役所大佐支局として使用された。

## 地理
中国山地に位置しており、山林で占められていた。南部は吉備高原の北端に位置し、町の中西部に位置し新見市との境界にある大佐山（988m）はパラグライダーの飛行場やキャンプ場があるリゾートエリアとして賑わっている。

## 沿革
- 1955年（昭和30年） - 阿哲郡刑部町・丹治部村・上刑部村の1町2村が合併して大佐町となる。
- 2005年（平成17年）3月31日 - 新見市（初代）、阿哲郡神郷町・哲多町・哲西町との対等合併により新・新見市となる。

## 教育
- 大佐町立刑部小学校
- 大佐町立大佐中学校

現在は各校とも新見市立
- 大佐町立大井野小学校（2005年3月閉校）
- 大佐町立淳和小学校（2005年3月閉校）
- 大佐町立布瀬小学校（2006年3月閉校）
- 大佐町立田治部小学校（2014年3月閉校）

## 交通

### 鉄道
- 西日本旅客鉄道（JR西日本）
  - 姫新線 ： 刑部駅 - 丹治部駅

### 道路
- 町内を走る高速道路 ： 中国自動車道（大佐SA）
- 町内を走る一般国道 ： なし
- 町内を走る県道
  - 岡山県道32号新見勝山線
  - 岡山県道58号北房川上線
  - 岡山県道・鳥取県道112号大佐日野線
  - 岡山県道317号千屋実大佐線
  - 岡山県道320号若代方谷停車場線
  - 岡山県道442号豊永赤馬長屋線
  - 岡山県道443号大井野千屋花見線

## 名所・旧跡・観光スポット・祭事・催事
- 大佐山・大日高原
- お〜さ源流公園（大佐ダム周辺）
- 大佐山田方谷記念館
- 御崎神社の追いつき祭り